# KDELR2
KDELR2 (англ. KDEL endoplasmic reticulum protein retention receptor 2) – білок, який кодується однойменним геном, розташованим у людей на короткому плечі 7-ї хромосоми. Довжина поліпептидного ланцюга білка становить 212 амінокислот, а молекулярна маса — 24 422.
| 10         |  | 20         |  | 30         |  | 40         |  | 50         |
| ---------- |  | ---------- |  | ---------- |  | ---------- |  | ---------- |
| MNIFRLTGDL |  | SHLAAIVILL |  | LKIWKTRSCA |  | GISGKSQLLF |  | ALVFTTRYLD |
| LFTSFISLYN |  | TSMKVIYLAC |  | SYATVYLIYL |  | KFKATYDGNH |  | DTFRVEFLVV |
| PVGGLSFLVN |  | HDFSPLEILW |  | TFSIYLESVA |  | ILPQLFMISK |  | TGEAETITTH |
| YLFFLGLYRA |  | LYLVNWIWRF |  | YFEGFFDLIA |  | VVAGVVQTIL |  | YCDFFYLYIT |
| KVLKGKKLSL |  | PA         |  |            |  |            |  |            |

A: Аланін

C: Цистеїн

D: Аспарагінова кислота

E: Глутамінова кислота

F: Фенілаланін

G: Гліцин

H: Гістидин

I: Ізолейцин

K: Лізин

L: Лейцин

M: Метіонін

N: Аспарагін

P: Пролін

Q: Глутамін

R: Аргінін

S: Серин

T: Треонін

V: Валін

W: Триптофан

Кодований геном білок за функцією належить до рецепторів. 
Задіяний у таких біологічних процесах, як транспорт, транспорт білків, транспорт між ендоплазматичним ретикулумом і апаратом Гольджі, альтернативний сплайсинг. 
Локалізований у мембрані, ендоплазматичному ретикулумі.